# Simone Signoret
Simone Signoret (født Simone-Henriette-Charlotte Kaminker 25. marts 1921 i Wiesbaden, Tyskland, død 30. september 1985) var en fransk skuespillerinde, der med sensuelt og nærværende spil var en markant personlighed i franske film og i fransk kulturliv fra slutningen af 1940'erne.

## Liv og karriere
Simone Signoret blev født i Wiesbaden, Tyskland. Hendes far, der var jødisk, tog familien med til Neuilly i udkanten af Paris, hvor Simone voksede op og fandt ind i intellektuelle kredse. 
Hun arbejdede på kontor, da faderen ved krigens udbrud måtte flygte til London, men hun kom snart til at interessere sig for skuespil. Hun fik småroller på teater og i film fra 1941. Det gjorde det muligt for hende at forsørge sig selv, sin mor og sine brødre. Hun tog sin mors fødenavn, Signoret, for at skjule sine jødiske rødder.
Simone Signoret fik ofte roller som prostitueret eller tilsvarende frigjorte kvinder, og gennembruddet på film kom netop i sådan en rolle som Dédée, pigen fra Antwerpen i 1948.
I 1950 blev hun gift med kollegaen Yves Montand, og hun lod hans karriere komme i første række.
Efter titelrollen i Smukke Marie fra 1952 kom der tilbud fra Hollywood, som Signoret afslog på grund af sine venstreorienterede synspunkter og af hensyn til sin mands karriere.
Ud over sine franske film indspillede Signoret flere film i England, og omsider i midten af 1960'erne tog hun imod tilbuddene og rejste til Hollywood, hvor hun indspillede et par film, inden hun i 1969 vendte hjem. I slutningen af hendes karriere trodsede hun tidens skønhedsidealer og viste tydeligt sin alder og tiltagende vægt. Hendes skuespil var fortsat af høj klasse.
I sine sidste år måtte hun næsten opgive karrieren på grund af cancer. Hun begyndte at skrive og nåede at få udgivet en selvbiografi og en roman.

## Filmografi
Blandt Simone Signorets film kan nævnes:
- Aftengæsterne (Les Visiteurs du soir, 1942)
- Dédée, pigen fra Antwerpen (Dédée d'Anvers, 1948)
- Kærlighedskarrusellen (1950)
- Smukke Marie (Casque d'Or, 1952)
- Den farlige cirkel (1953)
- Rædslernes hus (Diabolique, 1955)
- Heksejagt (Les Sorcières de Salem, 1957)
- En plads på toppen (Room at the Top, 1958)
- Bordelpigen Adua (Adua e le compagne, 1960)
- Mord i natekspressen (1964)
- Narreskibet (Ship of Fools, 1965)
- Telefon til afdøde (1966)
- Det levende lig (1967)
- The Seagull (1968)
- En hær af skygger (L'Armée des ombres, 1969)
- Tilståelsen (1970)
- Katten (Le Chat, 1971)
- På sporet af en morder (1973)
- Colt 357 (1976)
- Du har jo livet for dig (La Vie devant soi, 1977)
- Kære ukendte (Chère inconnue, 1980)

## Priser og hædersbevisninger
Simone Signoret har modtaget adskillige priser og hædersbevisninger, herunder:
- 1959: Vandt prisen som bedste kvindelige skuespiller ved Filmfestivalen i Cannes for rollen i En plads på toppen.
- 1960: Vandt Oscar for bedste kvindelige hovedrolle i En plads på toppen. Det var første gang, denne pris tilfaldt en skuespiller, der ikke havde spillet med i en Hollywood-film.[2]
- 1965: Nomineret til en Oscar for bedste kvindelige hovedrolle i Narreskibet.
- 1971: Vandt sølvbjørn ved Filmfestivalen i Berlin for bedste kvindelige hovedrolle i Katten.
- 1978: Vandt Césarprisen for bedste kvindelige hovedrolle i Du har jo livet for dig.

Den amerikanske jazzsanger Nina Simone tog sit kunstneriske efternavn ud fra sin beundring for Simone Signoret.